# CNN Newsroom (CNN International)
CNN Newsroom (anteriormente conocido como World Report, CNN Today, World News y Your World Today) es un programa de noticias permanente en CNN Internacional, emitido desde Hong Kong, Londres y Atlanta. El noticiero está presentado por Max Foster a las 12:00 (GMT), Isha Sesay y John Vause a las 21:00 Tiempo del Pacífico desde Los Ángeles y Rosemary Church desde las 02:00 (Tiempo del Este). La edición de fin de semana se emite desde Atlanta y es presentado por Lynda Kinkade, Natalie Allen y Jonathan Mann.
La versión domética de CNN también tiene un promgrama del mismo nombre.

## Historia
El noticiero principal de CNN Internacional para gran parte de la década de 1990 se llamaba simplemente "World News". A finales de 1990, la red ha presentado dos ediciones de "CNN This Morning". La primera edición fue transmitido desde su estudio en Hong Kong, y la segunda edición fue transmitido desde su centro de producción en Londres. Ambas ediciones fueron pensados para ser programas matutinos para Asia y Europa, respectivamente.
En 2004, fue renombrado "CNN Today". A lo largo de los siguientes años han ocurrido cambios en la duración, horarios y presentadores. En 2005, el programa ganó el premio Asian Television a Mejor Programa de Noticias de Asia - Pacífico. En 2008, ocurren nuevos cambios, aumentando las horas de producción desde Hong Kong.
El 21 de septiembre de 2009, todas las ediciones de la CNN Today, Your World Today y World News fueron renombrados como World Report'. Inicialmente, hubo varias ediciones a transmitirse por día, sin embargo, se redujeron algunas ediciones de fin de semana, y una edición asiática y una europea en la mañana. La presentadora de la edición asiática, Anna Coren, recibió el Asian Television Award 2011 como "Mejor Presentador de Noticias" por su trabajo en la serie.
A partir del 17 de junio de 2013, todas las ediciones de World Report and World One fueron renombrados CNN Newsroom, contando con nuevos gráficos. Ya no cuenta con la edición desde Londres.